# José Vergara
José A. Vergara Guerrero, né le 3 janvier 1946, est un arbitre vénézuélien de football, qui officia de 1974 à 1990.

## Carrière
Il a officié dans des compétitions majeures : 
- Copa América 1979 (1 match)
- Copa América 1983 (1 match)